# Pteris droogmantiana
Pteris droogmantiana là một loài dương xỉ trong họ Pteridaceae. Loài này được L.Linden mô tả khoa học đầu tiên năm 1900.
Danh pháp khoa học của loài này chưa được làm sáng tỏ. 